# Dolichoneura albidentata
Dolichoneura albidentata är en fjärilsart som beskrevs av W. Warren 1894. Dolichoneura albidentata ingår i släktet Dolichoneura och familjen mätare. Inga underarter finns listade i Catalogue of Life.